# Паю (Валгамаа)
Па́ю (эст. Paju) — деревня в волости Валга уезда Валгамаа, Эстония.

## География и описание
Расположена в 3 км к северу от уездного и волостного центра — города Валга. Высота над уровнем моря — 56 метров. Через деревню протекает река Педели.

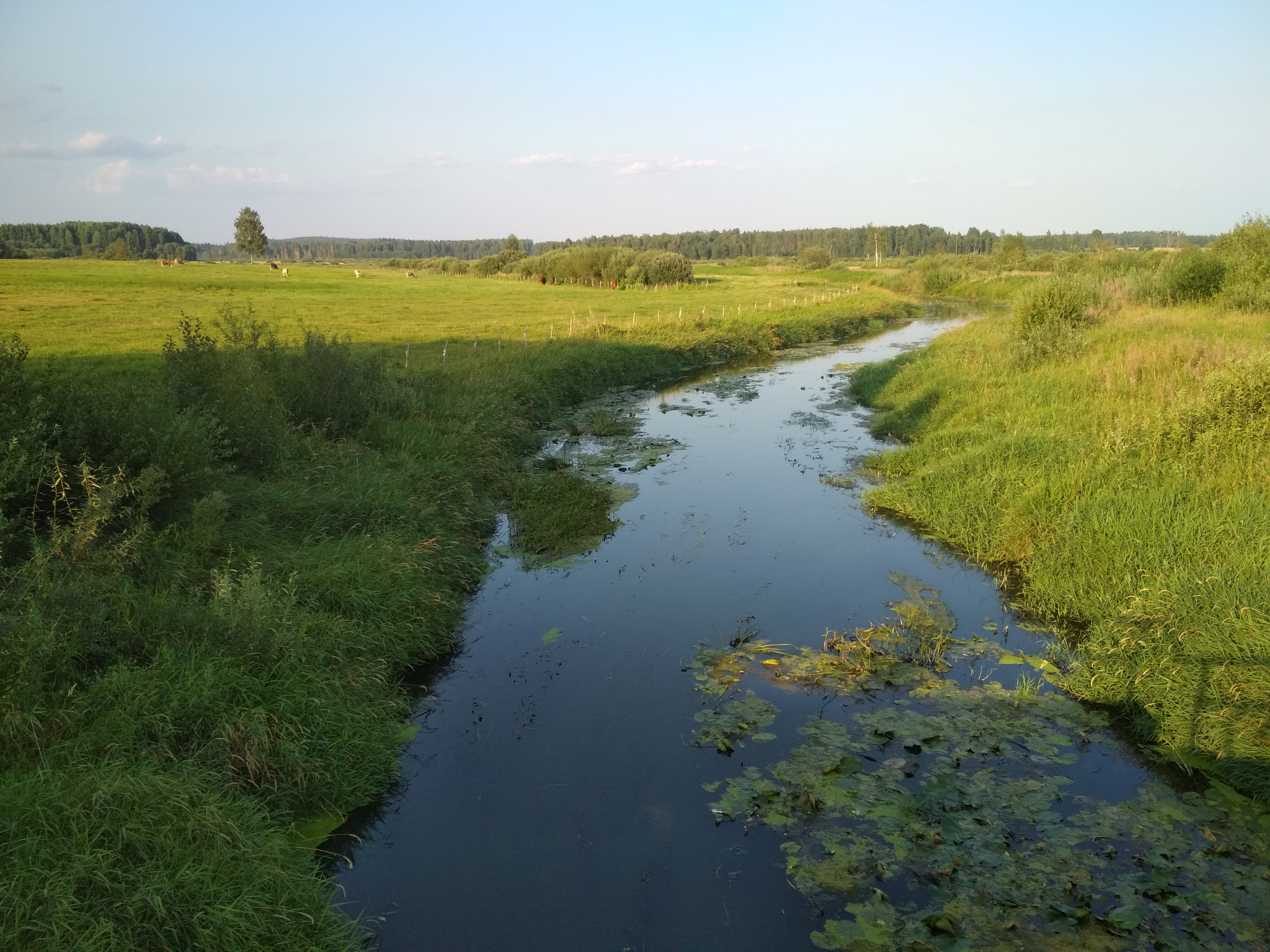
Река Педели у деревни Паю

Климат умеренный. Официальный язык — эстонский. Почтовый индекс — 68217.

## Население
По данным переписи населения 2021 года, в Паю насчитывалось 132 жителя, из них 115 (87,1 %) — эстонцы.
По данным переписи населения 2011 года, в деревне проживали 134 человека, из них 120 (89,6 %) — эстонцы.
В 2000 году из 123 жителей деревни 69 составляли мужчины, 54 — женщины.
Численность населения деревни Паю по данным переписей населения:
| Год  | 1959 | 1970  | 1979  | 1989  | 2000  | 2011  | 2021  |
| ---- | ---- | ----- | ----- | ----- | ----- | ----- | ----- |
| Чел. | 92   | ↗ 204 | ↘ 190 | ↘ 143 | ↘ 123 | ↗ 134 | ↘ 132 |

## История
В 1689 году упоминается мыза на землях нынешней деревни (Gros-Hoff i Lude), c 1748 года это мыза Луде-Гросхоф. Её отделили от большой мызы Луке (нем. Luhde-Schloß, латыш. Lugaži) — бывшего городища, часть которого в настоящее время находится на территории Латвии.  
31 января 1919 года на землях мызы произошло одно из самых известных и кровопролитных сражений Эстонской освободительной войны, в котором погибло и было ранено более 200 человек. В 1992 году в мызном парке был открыт памятный камень в честь сражавшихся на стороне эстонцев и павших в бою финских добровольцев. Недалеко от бывшей мызы расположен мемориал, посвящённый сражению при Паю.
В 1920-х годах, после земельной реформы, когда мыза была национализирована, на её землях возникло поселение Паю, в 1977 году получившее статус деревни.